# Tuchmuseum Lennep

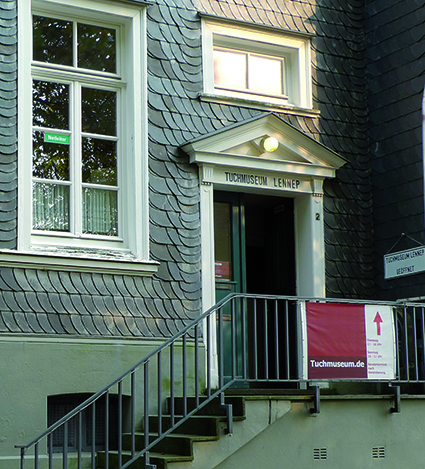
Eingang zum Museum

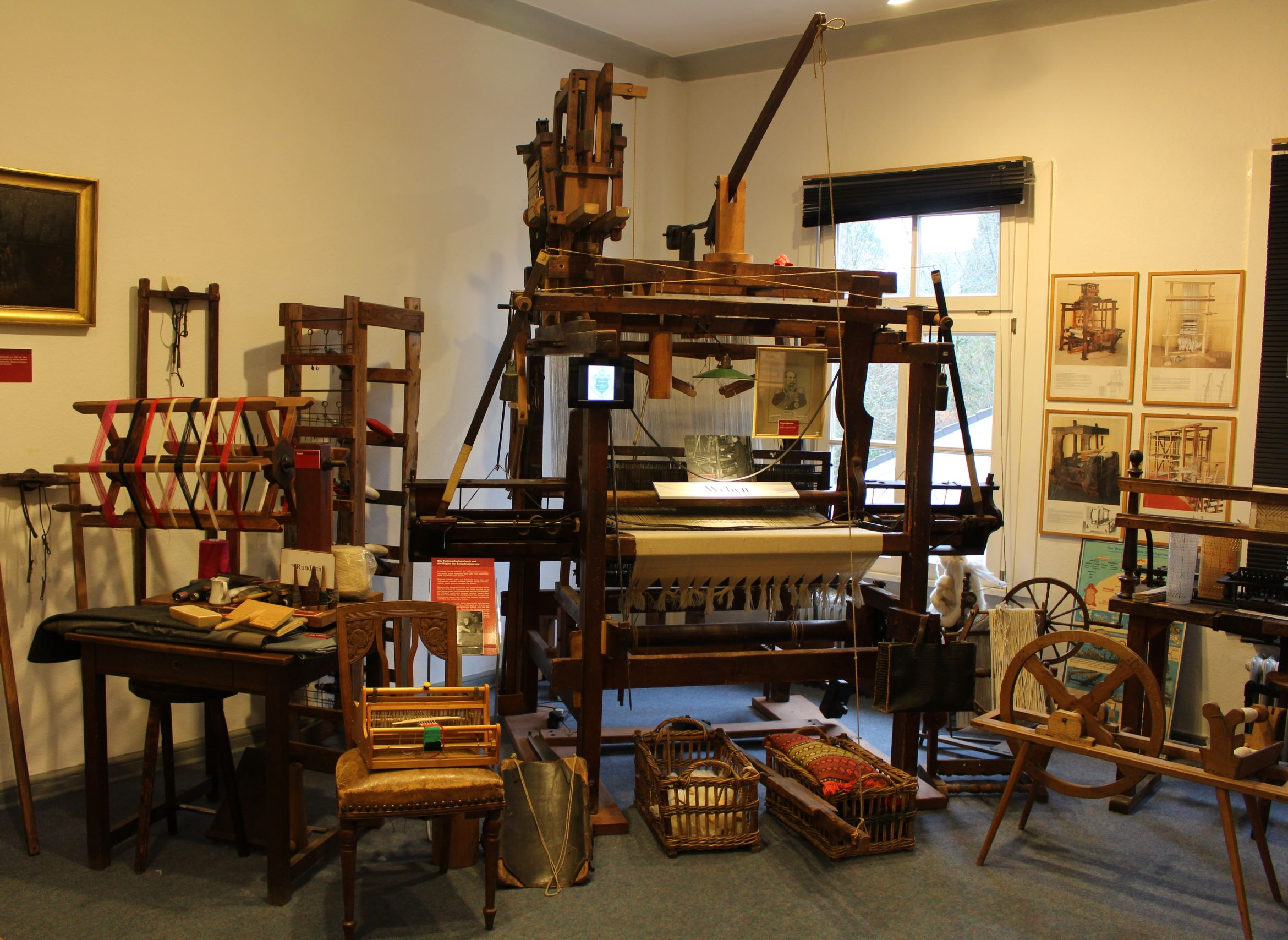
Historischer Webstuhl

Das Tuchmuseum Lennep im Remscheider Stadtteil Lennep dokumentiert die Geschichte der Tuchindustrie im Bergischen Land. Es befindet sich in der Hardtstraße 2 im Gebäude der GGS Freiherr vom Stein. Gegenüber (Eingang Schwelmer Straße) liegt das Röntgen-Museum.

## Themen des Museums
Die Museumsleitung stellt in den sechs Räumen folgende Themen vor:
- Raum 1: Handelshäuser – Brücken zu neuen Märkten, die das bergische Tuch vermarkten.
- Raum 2: Tuchmacherhandwerk, Wegbereiter der Industrialisierung. Vom handgesponnenen Faden bis zum gewebten Stück Tuch. Der Ablauf der Produktion von Streichgarn, Kammgarn und der Weberei.
- Raum 3: Die Wupper – Wiege der Lenneper Tuchindustrie. Wachsende Industrie an den Ufern der Wupper. Der Fluss liefert Energie, Wasser und Feuchtigkeit. Elektrizitätswerke entstehen.
- Raum 4: Lennep, die Stadt der Tuchmacher. Privilegien, Urkunden und zeitgenössische Dokumente einer über 750 Jahre alten Stadt des Bergischen Landes.
- Raum 5: Private Initiative: Soziale Verantwortung der Unternehmer. Arbeiterwohnhäuser, die Kolonie in Lennep, soziale Einrichtungen als Stiftungen Lenneper Unternehmer.
- Raum 6: Lenneper Tuchindustrie. Mode und Farben in 100 Jahren. Für zwei Kollektionen im Jahr lieferten die Dessinateure tausende von Mustern.

## Präsentation der Geschichte der Bergischen Textilfabrikation
Während im Wülfing-Museum in Dahlerau durch den Verein Johann Wülfing & Sohn - Museum e. V. ein erhaltenes Industriedenkmal einer Textilfabrik mit einem funktionstüchtigen Maschinenpark präsentiert wird, ist in Lennep durch die Anna-Hardt-Stiftung in einem Schulgebäude die Geschichte der Bergischen Textilindustrie am Beispiel der Firma Johann Wülfing & Sohn dokumentiert. Die letzte bergische Tuchfabrik schloss 1996. Das Tuchmuseum setzte nach 10 Jahren Textilmuseum Wülfing seine Arbeit in Lennep fort. Beide Museen ergänzen sich in ihren Darstellungen.
Die Anna-Hardt-Stiftung von 1838 war ursprünglich eine Familienstiftung mit sozialem Statut. Erst 1989 gab die Familie Hardt der Stiftung eine neue Satzung mit kultureller Aufgabe, nämlich der Erforschung der Tuchmacherei im Bergischen Land am Beispiel der Firma Johann Wülfing & Sohn und anderer Firmen, wie Peter Schürmann & Schröder in Vogelsmühle, Hardt Pocorny & Co. in Dahlhausen und der Firma Hardt & Co. New York und Berlin. Ein umfangreiches Firmen- und Familienarchiv wird bei der Stiftung Rheinisch Westfälisches Wirtschaftsarchiv zu Köln, RWWA, Bestand 122, der Öffentlichkeit zur Verfügung gestellt. Es diente schon als Grundlage für viele wissenschaftliche Arbeiten. Ein umfangreiches Findbuch wurde durch das RWWA angelegt und ist auch online einsehbar.

## Geschichte
1984 beschloss die damalige Geschäftsführung der Firma Johann Wülfing & Sohn unter Hans Frank zusammen mit dem letzten persönlich haftenden Gesellschafter der Firma, Detmar Hardt, ein Werksmuseum einzurichten. Beispiele gab es in der deutschen Industrie schon eine ganze Reihe. Das alte Herrenhaus auf dem Firmengelände sollte dafür hergerichtet werden, da sich sonst keine Verwendung für den Betrieb darin befand. Ohne großen finanziellen Aufwand sollten die Vorbereitungen laufen, da die Situation des letzten Textilbetriebes auf der rechtsrheinischen Seite schwierig war. Die Geschäftsführung hatte dabei die Zustimmung der Belegschaft.
Für den Aufbau des Werksmuseums zog man Franz Werner von Wismar hinzu, der das Archiv der Firmengruppe schon seit 1976 betreute. Das Projekt zog sich über drei Jahre hin, kostete die Firma aber nur rund 100.000 DM, die überwiegend für die Renovierung des Firmengebäudes eingesetzt wurden.
1987 wurde das Museum eingeweiht. Als erste Besucher wurden die Mitarbeiter der Firma eingeladen. Recht schnell sprach sich die Existenz des Werksmuseums herum und Besuchergruppen reisten mit Bussen an und hatten die Möglichkeit Werks- und Museumsbesichtigung zu erleben. Viele der Besucher nutzten den Kleinverkauf der Firma und kauften Sakkos, Hosen und Anzüge. Für seine kulturellen Einsatz verlieh die Landschaftsversammlung unter Vorsitz von Jürgen Wilhelm, dem damaligen Präsidenten, den Rheinlandtaler an Detmar Hardt. Zehn Jahre lang, bis 1997, war das Werksmuseum für Besucher geöffnet, bis der Betrieb schloss.
Nachdem alle Exponate verpackt worden waren, gestaltete sich die Suche nach einem neuen Domizil als schwierig. Schließlich wurden die Räumlichkeiten in der GGS Frhr. v. Stein gefunden. Nachdem Politik und Verwaltung der Stadt Remscheid einen machbaren Weg gefunden hatten, begannen die Umbauarbeiten. Innerhalb kurzer Zeit konnte die Dauerausstellung in die neu gestalteten Räume einziehen.
Im Sommer 1997 wurde das Tuchmuseum in Anwesenheit der städtischen Vertreter für Remscheid und Radevormwald der Öffentlichkeit übergeben. Seitdem wird das Museum durch ehrenamtliche Mitarbeiter geführt. Träger ist die Anna Hardt Stiftung e.V. mit Sitz in Remscheid.